# Feltenpersonal
Feltenpersonal (Eigenschreibweise feltenpersonal, vormals Felten Personalservice) ist ein deutscher Personaldienstleister für Pflegeberufe mit Hauptsitz in Herdecke. Es handelt sich nach eigenen Angaben um eines der ältesten und das größte Zeitarbeitsunternehmen im Gesundheitssektor mit über 20 Standorten in Deutschland. Feltenpersonal wurde 2006 gegründet und befindet sich vollständig in Familienhand.

## Geschichte
2006 gründete die Diplom-Pädagogin Heike Felten ein Zeitarbeitsunternehmen. Hintergrund waren die Agenda-Reformen, die zu einer Liberalisierung der gesetzlichen Rahmenbedingungen für die Arbeitnehmerüberlassung in Deutschland führten. Gleichzeitig stieg die Nachfrage nach qualifizierten Pflegekräften aufgrund struktureller Schwächen im Gesundheitssektor. Regionaler Schwerpunkt war das Ruhrgebiet, insbesondere Dortmund.
Ab 2014 beteiligte Heike Felten schrittweise ihre beiden Söhne Joschka Felten und Bastian Felten am Unternehmen. Sie stellten das Angebot moderner und breiter auf. 2019 übertrug Heike Felten ihre Geschäftsanteile auf eine Familienholding und schied 2022 schließlich aus der handelsrechtlichen Geschäftsführung aus. Unter der Führung ihrer Söhne wurde Felten Personalservice 2023 in Feltenpersonal umbenannt. Die Kurzform wurde schon zuvor in der Außendarstellung genutzt.

## Unternehmen
Feltenpersonal firmiert als Gesellschaft mit beschränkter Haftung (GmbH). Gegenstand und Zweck des Unternehmens ist laut Satzung die Erbringung von Personaldienstleistungen sowie sonstige Leistungen im Bereich der Personalberatung und Personalentwicklung. Geschäftsführer ist Joschka Felten, sein Bruder Bastian Felten ist Prokurist.
Feltenpersonal ist eine Tochtergesellschaft der FH Holding GmbH, deren Gesellschafter Joschka Felten und Bastian Felten sind. Weitere Tochtergesellschaften sind die feltenbummler GmbH und die feltenfüchse GmbH. Feltenbummler hat sich auf Pflegekräfte mit Reisetätigkeit spezialisiert, Feltenfüchse auf pädagogisches Fachpersonal, etwa Erzieher.

## Geschäftstätigkeit
Kerngeschäft des Unternehmens ist die befristete Überlassung qualifizierter Pflegekräfte an Krankenhäuser und Pflegeheime. Auf diese Weise können sie den Mangel an qualifizierten Arbeitskräften ausgleichen, insbesondere zur Einhaltung verpflichtender Personaluntergrenzen. 
Feltenpersonal deckt derzeit (Stand: September 2023) 13 Pflegeberufe ab. Das Unternehmen beschäftigt neben Alten-, Gesundheits- und Krankenpflegern unter anderem Hebammen und OP-Assistenten. Feltenpersonal hat derzeit (Stand: September 2023) 26 Niederlassungen im Bundesgebiet. Der Schwerpunkt des Unternehmens liegt traditionell in Nordrhein-Westfalen.

## Kritik
Am Geschäftsmodell von Feltenpersonal und anderen Zeitarbeitsunternehmen gibt es die grundsätzliche Kritik, dass strukturelle Defizite in der Pflege nicht gelöst werden.